# Convento Jurídico Cluniense
El convento jurídico cluniense (en latín, Conventus iuridicus Cluniensis) fue una división administrativa de la provincia romana Tarraconense creada en los primeros años del Imperio, posiblemente entre  los años 16 y 13 a. C. por el emperador Augusto y se encuentra citada por Plinio en su Historia natural

## Capital
La capital del convento fue la ciudad de Clunia, ciudad de origen arévaco, municipio creado por Tiberio y transformada posteriormente, bajo Vespasiano, en la colonia Clunia Sulpicia.

## Territorio y límites
Dentro de su territorio quedaban integrados los pueblos prerromanos de los autrigones, cántabros, caristios, turmogos y várdulos, situados en la Cordillera Cantábrica y en los valles al norte de ella, mientras que las llanuras de la submeseta norte correspondían a arévacos, pelendones y vacceos. 
El Conventus Cluniensis limitaba al oeste con el Conventus Asturum y con el convento jurídico emeritense de la provincia Lusitania; al este con el Caesaraugustanus y al sur con el Carthaginensis. Después de la reforma administrativa de Diocleciano el convento cluniense siguió formando parte de la provincia Tarraconense.